# Humshaugh
Humshaugh – wieś w Anglii, w hrabstwie Northumberland. Leży 34 km na zachód od miasta Newcastle upon Tyne i 414 km na północ od Londynu.